# День заснування держави

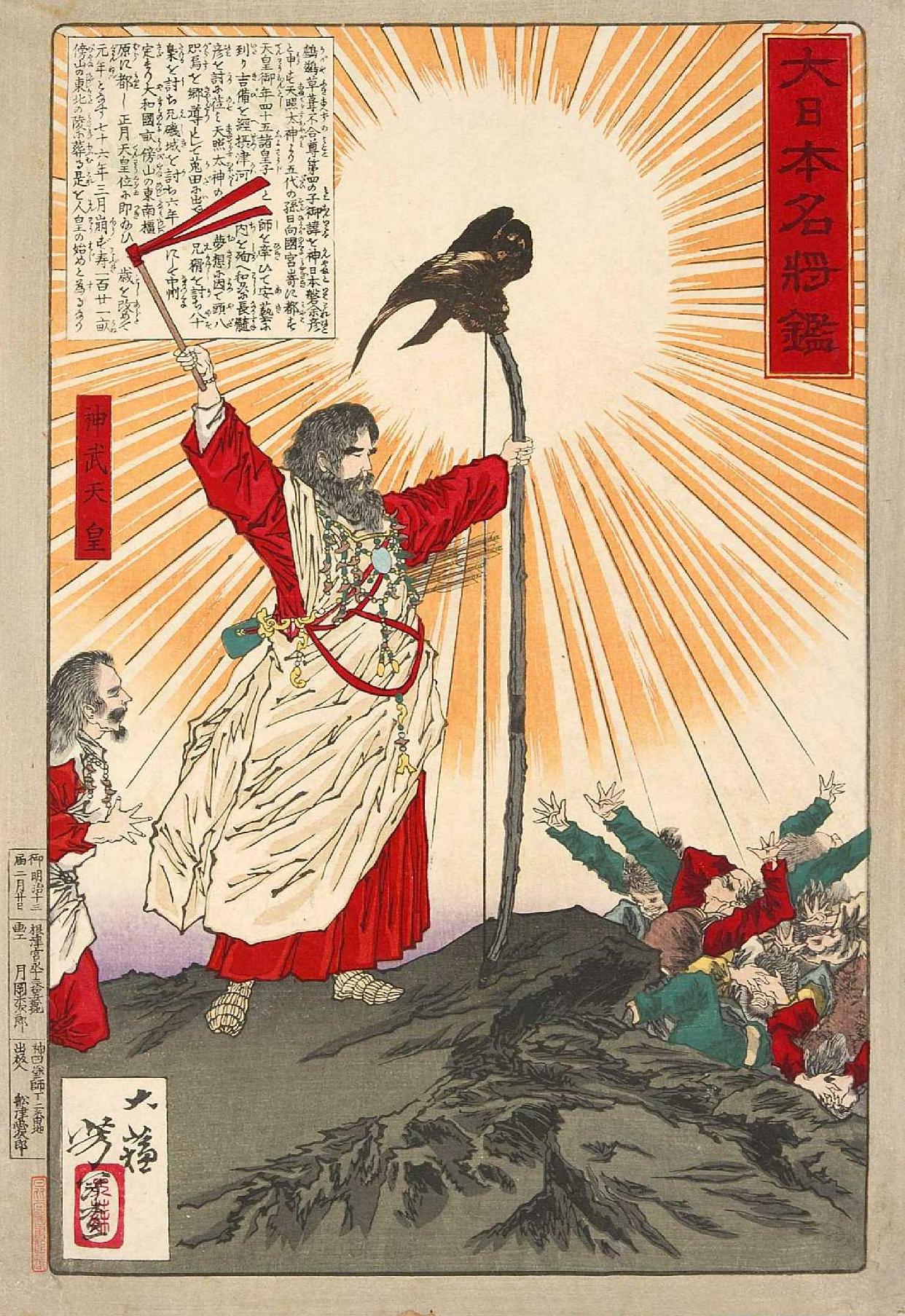
Імператор Дзімму — основоположник японської державності. (з «Енциклопедії відомих полководців Великої Японії», початок періоду Мейдзі)

День заснування держави (яп. 建国記念の日, けんこくきねんのひ, кенкоку кінен-но хі) — національне японське свято, яке відмічається щорічно 11 лютого на згадку про сходження на трон першого японського монарха, легендарного імператора Дзімму, та створенням ним династичної держави Японія.

## Короткі відомості
День заснування держави був затверджений японським законодавством 1966 року, шляхом внесення поправки до основного Закону про національні свята. Згідно з ним, мета Дня полягає у «збереженні пам'яті про заснування держави та виховуванні любові до країни». Поправка набрала чинності 11 лютого 1967 року.
На відміну від більшості японських свят, дата святкування яких закріплена вищезгаданим Законом, дата святкування Дня заснування держави визначається наказом уряду. Вона була визначена наказом уряду Японії № 376 від 1966 року як «11 лютого».

## Історія
Історичне підґрунтя Дня заснування держави базується на повідомленнях японської хроніки «Аннали Японії». За ними, першого дня нового 660 року до Р. Х. легендарний вождь японських племен Дзімму зійшов на трон у палаці Касіхара. Тим самим він започаткував династію імператорів Японії і заклав підвалини японської династичної держави.
1872 року, вперше за багатовікову історію, уряд Японії затвердив цей день національним Святом Початку — кіґенсецу. Дата святкування цього дня була згодом змінена з першого місяця нового року на 11 лютого у зв'язку із переходом японців зі східного календаря на західний григоріанський. Нове свято було покликане об'єднати японців у єдину монолітну політичну націю після трьохсотлітнього роздрібленого федеративного устрою періоду Едо.
Символом єдності виступав імператор Японії — нащадок богині сонця Аматерасу і першого японського монарха Дзімму. Свято Початку проводилося пишно, з парадами і фестивалями. Його вважали одним із чотирьох головних Великих свят Японії разом із Новим роком, Днем народження правлячого імператора та Днем народження імператора Мейдзі.
Оскільки Свято Початку було частиною державної ідеології Японської імперії, його скасували після Другої світової війни 1948 року під тиском окупаційної влади США. Проте вже після відновлення японської незалежності завдяки підписанню Сан-Франциського мирного договору 1951 року, розпочався рух за відновлення колишнього свята. 1957 року депутати від правлячої Ліберально-демократичної партії Японії запропонували внести поправку про «День заснування держави» у діючий закон про державні свята, але вона була відхилена опозиційними соціалістами. До прийняття цієї поправки у 1966 році, її виносили на обговорення японського Парламенту і відхиляли 9 разів. Навіть після утвердження Дня заснування держави національним святом, ліві політичні сили Японії активно виступають за його скасування.
На відміну від Свята Початку, День заснування держави відзначають досить тихо, без грандіозних і видовищних заходів минувшини. Більшість японців вивішує державні прапори на дверях свої будівель, а різні політичні партії проводять засідання або мітинги «за» чи «проти» свята. Члени імператорської сім'ї виступають з вітаннями японській нації з нагоди цього дня.